# Krickenbach

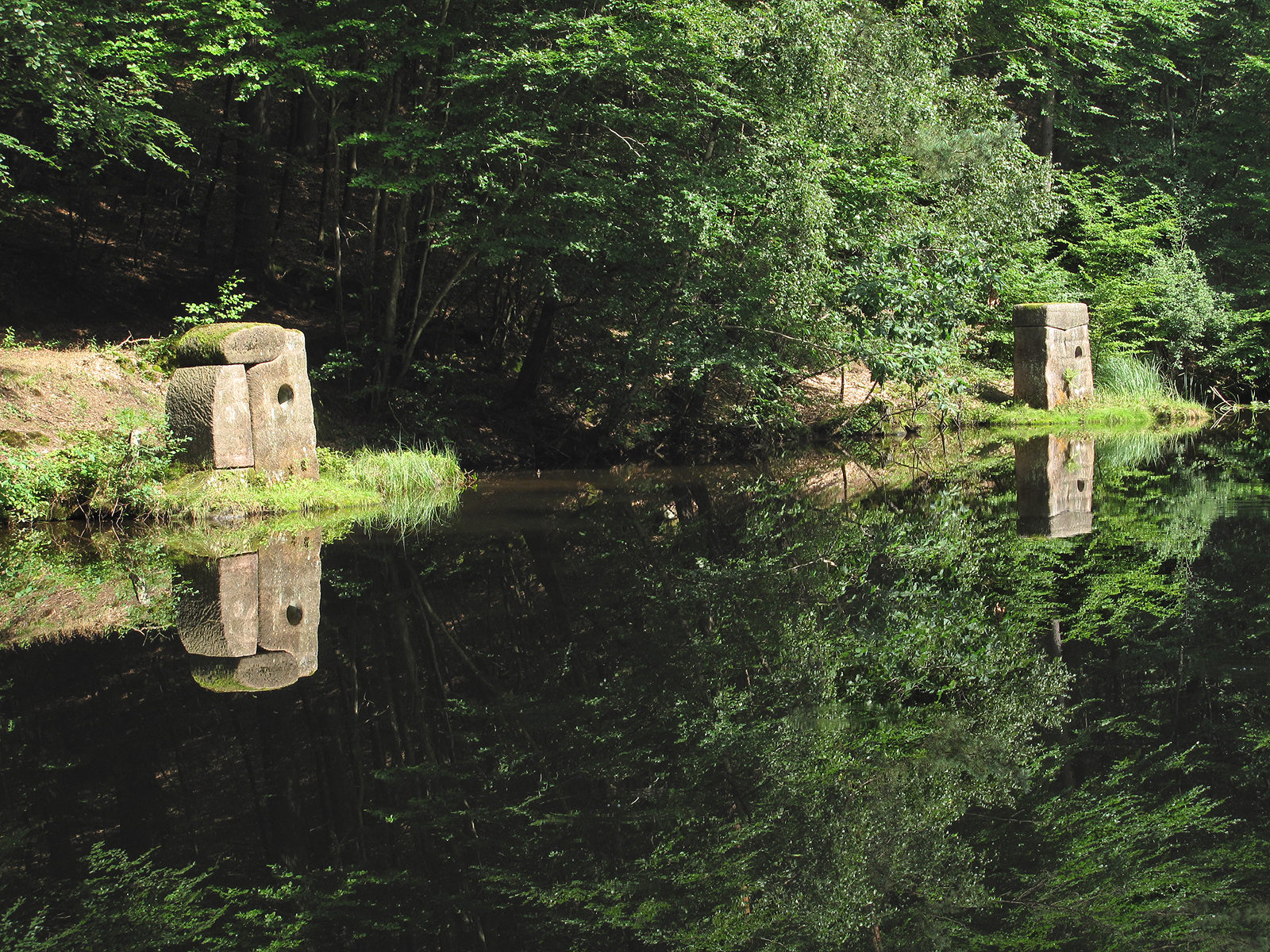
See auf der Gemarkung von Krickenbach

Krickenbach ist eine Ortsgemeinde im Landkreis Kaiserslautern in Rheinland-Pfalz. Sie gehört der Verbandsgemeinde Landstuhl an, innerhalb derer sie gemessen an der Einwohnerzahl die fünftkleinste Ortsgemeinde darstellt.

## Geographie

### Lage
Krickenbach liegt im Mittleren Pfälzerwald. Zur Ortsgemeinde gehören zusätzlich die Wohnplätze Ameisenhof, Bohlenhof, Erkelshäuserhof und Schweinstal. Nachbargemeinden sind – im Uhrzeigersinn – Queidersbach, Kaiserslautern, Stelzenberg, Schopp und Linden.

### Gewässer
Die Moosalbe bildet die östliche Gemarkungsgrenze. Von rechts nimmt sie den Engtalbach auf, der in der Ortsmitte von Krickenbach entspringt und nach Südwesten fließt. Weiter nördlich nimmt die Moosalbe ebenfalls von rechts den Schweinsbach auf.

### Geologie
Im Norden der Gemarkung existiert der sogenannte Schweinstaler Sandstein.

## Geschichte
Krickenbach wurde am 25. März 1347 erstmals urkundlich erwähnt, als Siegfried Zeitverlust, ein Kaufmann, der Kirche der Komturei Einsiedel des Deutschen Ritterordens eine Kaplanei am Altar des Heiligen Nikolaus stiftete.
Das Dorf Krickenbach gehörte bis zum Ende des 18. Jahrhunderts zum sogenannten Großgericht der Herrschaft Landstuhl, das im Besitz der Freiherren von Sickingen der Linie zu Hohenburg war.
Im Jahr 1794 wurde das Linke Rheinufers im Ersten Koalitionskrieg besetzt. Von 1798 bis 1814 gehörte Krickenbach zum Kanton Kaiserslautern im Departement Donnersberg und unterstand der Mairie Trippstadt.
Aufgrund der auf dem Wiener Kongress getroffenen Vereinbarungen kam das Gebiet im Juni 1815 zunächst zu Österreich und wurde 1816 auf der Grundlage eines Staatsvertrags an das Königreich Bayern abgetreten. Unter der bayerischen Verwaltung gehörte Krickenbach von 1817 an zum Landkommissariat Kaiserslautern im Rheinkreis, ab 1862 zum Bezirksamt Kaiserslautern.
Seit 1939 ist die Gemeinde Bestandteil des Landkreises Kaiserslautern. Nach dem Zweiten Weltkrieg wurde Krickenbach innerhalb der französischen Besatzungszone Teil des damals neu gebildeten Landes Rheinland-Pfalz sowie des Regierungsbezirks Pfalz. Im Zuge der ersten rheinland-pfälzischen Verwaltungsreform wurde der Ort 1972 in die neu geschaffene Verbandsgemeinde Kaiserslautern-Süd eingegliedert. Zum 1. Juli 2019 wechselte Krickenbach in die Verbandsgemeinde Landstuhl.

## Bevölkerung

### Einwohnerentwicklung
Die Entwicklung der Einwohnerzahl von Krickenbach, die Werte von 1871 bis 1987 beruhen auf Volkszählungen:
| Jahr | Einwohner |
| ---- | --------- |
| 1815 | 220       |
| 1835 | 335       |
| 1871 | 356       |
| 1905 | 472       |
| 1939 | 662       |

| Jahr | Einwohner |
| ---- | --------- |
| 1950 | 704       |
| 1961 | 854       |
| 1970 | 949       |
| 1987 | 1.101     |
| 1993 | 1.188     |

| Jahr | Einwohner |
| ---- | --------- |
| 1999 | 1.215     |
| 2005 | 1.204     |
| 2011 | 1.181     |
| 2017 | 1.164     |
| 2023 | 1.189     |

Im saarländischen Homburg existiert ein Wohnviertel, das inoffiziell Neukrickenbach genannt wird. Das Viertel entstand 1922 durch Ansiedlung von Eisenbahnern, die hauptsächlich von Krickenbach hergezogen waren. Mit der einsetzenden Baulust um 1928 wurde das Viertel erschlossen. Die Straßen des Viertels wurden nach Musikern benannt, da die Anwohner die musikalische Tradition aus ihrem Heimatort pflegten.

### Religion
Ende 2014 waren 42,0 Prozent der Einwohner katholisch und 39,7 Prozent evangelisch. Die übrigen gehörten einer anderen Religion an oder waren konfessionslos. Die Katholiken gehören zum Bistum Speyer, die Evangelischen zur Protestantischen Landeskirche Pfalz.

## Politik
Bei Bundestagswahlen gehört Krickenbach seit 2002 zum Wahlkreis Pirmasens, davor zum Wahlkreis Kaiserslautern. Bei Landtagswahlen gehörte die Gemeinde ab 1991 zunächst zum Wahlkreis Kaiserslautern II und seit 2016 zum Wahlkreis Kaiserslautern-Land.

### Gemeinderat
Der Gemeinderat in Krickenbach besteht aus 16 Ratsmitgliedern, die bei der Kommunalwahl am 9. Juni 2024 in einer personalisierten Verhältniswahl gewählt wurden, und dem ehrenamtlichen Ortsbürgermeister als Vorsitzendem.
Die Sitzverteilung im Gemeinderat:
| Wahl | SPD | CDU | FWG | WZK | Gesamt   |
| ---- | --- | --- | --- | --- | -------- |
| 2024 | –   | 4   | 7   | 5   | 16 Sitze |
| 2019 | 3   | 4   | 5   | 4   | 16 Sitze |
| 2014 | 4   | 3   | 5   | 4   | 16 Sitze |
| 2009 | 4   | 2   | 4   | 6   | 16 Sitze |
| 2004 | 9   | 5   | 2   | –   | 16 Sitze |

- FWG = Freie Wählergruppe Krickenbach e. V.
- WZK = Wählergruppe Zukunft Krickenbach e. V.

### Bürgermeister
Ortsbürgermeister von Krickenbach ist seit 2015 Uwe Vatter (FWG). Bei der Direktwahl am 26. Mai 2019 wurde er mit einem Stimmenanteil von 78,75 Prozent und am 9. Juni 2024 als einziger Bewerber mit 74,2 % jeweils für fünf Jahre wiedergewählt. Sein Amtsvorgänger war der ab 2009 amtierende Bernd Gemba (WZK). Davor hatte Udo Seibert (SPD) das Amt inne.

### Wappen
| Wappen von Krickenbach | Blasonierung: „In Gold ein Schräggitter aus roten Leisten, belegt mit einem schwarzen Herzschild, darin fünf silberne Bollen 2:1:2.“                |
| Wappen von Krickenbach | Wappenbegründung: Die Bollen erinnern an die ehemaligen Ortsherren, die Herren von Sickingen. Es wurde 1960 vom Mainzer Innenministerium genehmigt. |

## Kultur

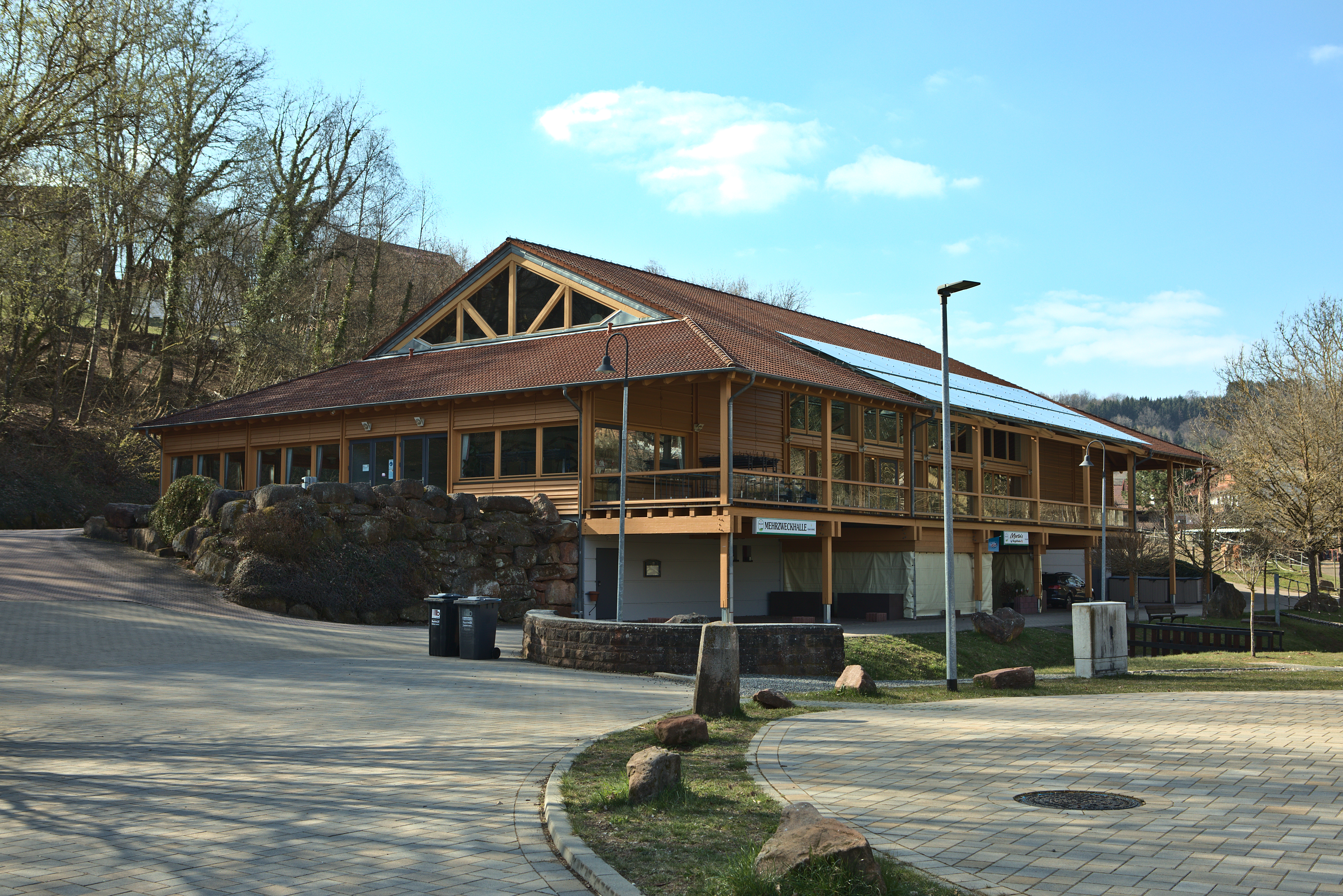
Mehrzweckhalle

### Natur
Die Ortsgemeinde liegt im Naturpark Pfälzerwald, der wiederum zum Biosphärenreservat Pfälzerwald-Vosges du Nord gehört.

### Archäologie
Im Nordosten der Gemarkung befindet sich der Monolith von Breitenau.

## Wirtschaft und Infrastruktur

### Wirtschaft
Im Gemeindegebiet existiert das Unternehmen Carl Picard.

### Verkehr
Östlich der Gemeinde verläuft die Bundesstraße 270 die Kaiserslautern mit Pirmasens verbindet. Von dieser zweigt nach Osten die Kreisstraße 59 ab, die nach Linden führt. Zur Bundesautobahn 62 (Landstuhl–Pirmasens) mit der Anschlussstelle Bann sind es zehn Kilometer. Nächstgelegener Bahnhof ist Schopp an der Biebermühlbahn.

### Tourismus

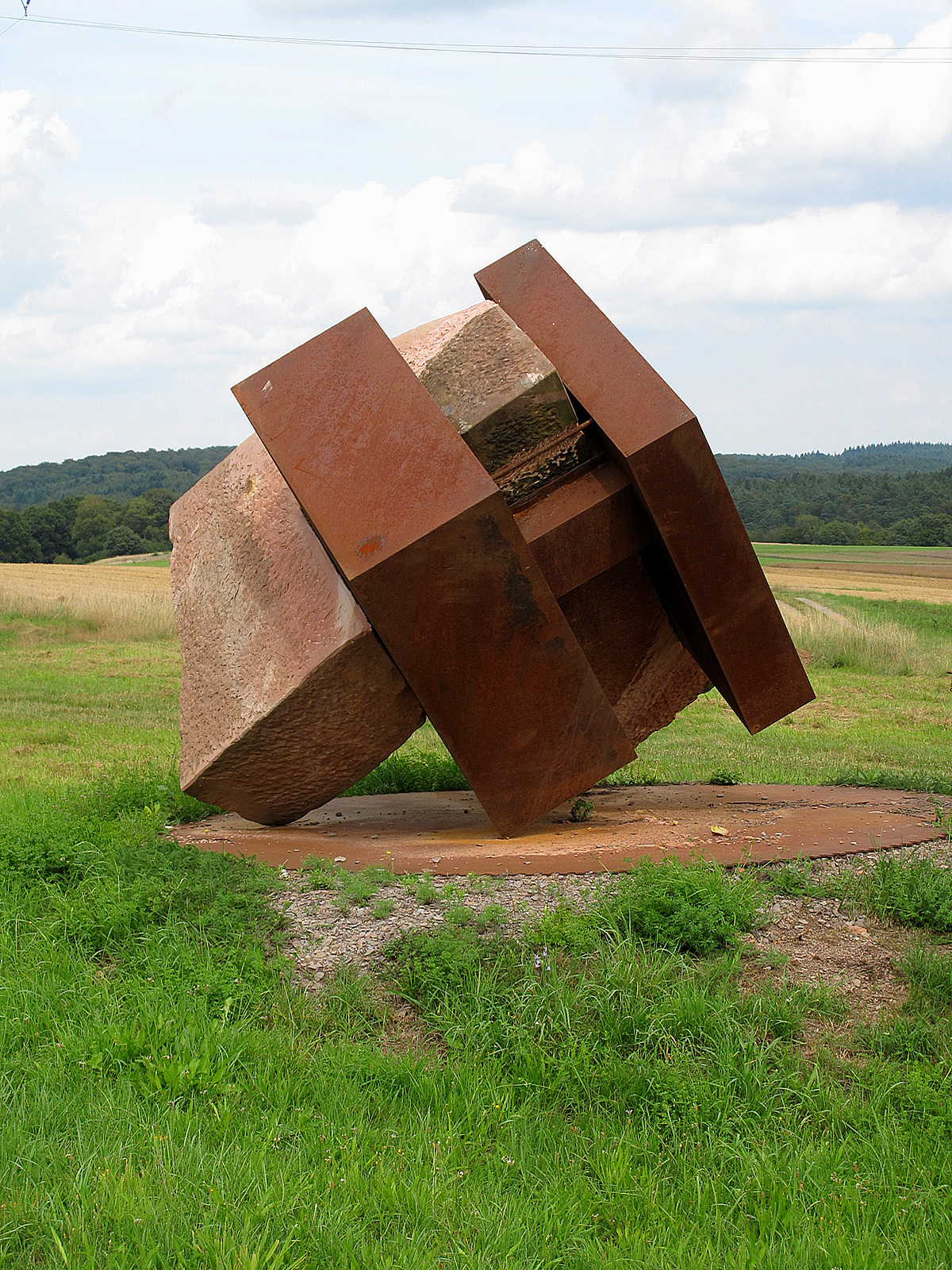
Figur am Skulpturenweg Schweinstal

Krickenbach liegt an einem Wanderweg, der mit einem grün-gelben Balken gekennzeichnet ist und der von Kirchheimbolanden bis nach Hirschthal verläuft. Mit mehreren internationalen Bildhauersymposien entstand ab 1986 der Skulpturenweg Schweinstal. Er ist gleichzeitig ein Teilstück des Skulpturenwegs Rheinland-Pfalz. Zudem verläuft der Gewässerwanderweg an der Moosalbe über die Gemeindegemarkung.

### Organisation
Die Gemeinde gehört zum Gerichtsbezirk des Amtsgerichts Kaiserslautern.

## Personen, die vor Ort gewirkt haben
- Hartmut Jatzko (* 1938), Arzt für Innere Medizin, Psychiatrie/Psychotherapie und Träger des Bundesverdienstkreuzes, wohnte in Krickenbach.[13]
- Gerhard Schmidt (1940–2023), Politiker (SPD), ab 1989 Bürgermeister in Krickenbach
- Sybille Jatzko (* 1950), Gesprächstherapeutin und Trägerin des Bundesverdienstkreuzes, wohnte in Krickenbach.[13]
- Martin Schöneich (* 1955), Bildhauer, nahm vor Ort 2000 am Internationalen Symposion für Bildhauerei teil.